# Dorchester Town F.C.
Dorchester Town FC là một câu lạc bộ bóng đá bán chuyên nghiệp có trụ sở tại Dorchester, Dorset, Anh. Trực thuộc Liên đoàn bóng đá hạt Dorset, đội bóng hiện thi đấu tại Southern League Premier Division South và có sân nhà tại sân vận động Avenue, Cornwall

## Danh hiệu
- Southern League Eastern Division
  - Nhà vô địch mùa giải 2003–04
- Southern League Southern Division
  - Nhà vô địch các mùa giải 1979–80, 1986-87
  - Á quân mùa giải 1977–78
- Southern League Cup
  - Nhà vô địch mùa giải 2001–02
  - Á quân mùa giải 1991–92
- Southern League Challenge Trophy
  - Nhà vô địch mùa giải 2002–03
- Western League Division One
  - Nhà vô địch mùa giải 1954–55
  - Á quân mùa giải 1960–61
- Western Football League Professional Cup
  - Á quân các mùa giải 1960–61, 1961–62
- Western Football League Alan Young Cup:[4]
  - Nhà vô địch mùa giải 1961–62
- Dorset Senior Cup
  - Nhà vô địch các mùa giải 1950–51, 1960–61, 1967–68, 1968–69, 1971–72, 1993–94, 1995–96, 2000–01, 2002–03, 2006–07, 2010–11, 2011–12